# كيا ديفيس
كيا ديفيس (بالإنجليزية: Kia Davis)‏ هي منافسة ألعاب القوى ليبيرية، ولدت في 23 مايو 1976 في مونروفيا في ليبيريا.

## وصلات خارجية
- كيا ديفيس على موقع الاتحاد الدولي لألعاب القوى (الإنجليزية)
- كيا ديفيس على موقع أوليمبيديا (الإنجليزية)
- كيا ديفيس على موقع اللجنة الأولمبية والبارالمبية الأمريكية (الإنجليزية)